# Moyynqum Aūdany
Moyynqum Aūdany är ett distrikt i Kazakstan.   Det ligger i oblystet Zjambyl, i den centrala delen av landet, 700 km söder om huvudstaden Astana.